# Alejandro Rejón
Wilberth Alejandro Rejón Huchin (Mérida (Yucatán), 18 mei 1997) is een Mexicaanse dichter, cultureel manager en journalist. Zijn werk wordt gekenschetst als neobarok. Sommige van zijn teksten zijn vertaald, onder meer in het Italiaans.

## Biografie
Rejón studeerde Latijnsamerikaanse Literatuur aan de Autonome Universiteit van Yucatan. Toen hij 19 was verkreeg hij een beurs om deel te nemen aan het culturele festival Interfaz 2016 in Mérida. Tussen 2016 en 2019 was hij directeur van het literaire tijdschrift Marcapiel. In maart 2019 organiseerde hij de eerste internationale bijeenkomst van literatuur en onderwijs op de internationale beurs voor lectuur FILEY van de Autonome Universiteit van Yucatan. In september van hetzelfde jaar organiseerde hij het internationale poeziefestival van Tecoh, Yucatán.Hij draagt regelmatig bij aan verschillende literaire tijdschriften, zoals La Revista Peninsular, Senderos del Mayab en La Verdad. Hij heeft diverse onderscheidingen gekregen voor zijn bijdrages aan de bevordering van literatuur en cultuur. Het succes van zijn culturele activiteiten is niet onbetwist.

## Gepubliceerde boeken
- Transcurso de un retrato cortado, Colección Pippa Passos, Editorial Buenos Aires Poetry, Buenos Aires 2019
- El agua rota de los sueños, Editorial Primigenios, Miami, 2020.
- Relámpago de sed, Editorial Andesground, Santiago, 2020.[8]
- Fragmentos de sueño, Ediciones Camelot, Villaviciosa, Spanje, 2021[9][10]

## Onderscheidingen
- Harold Von Ior Ereprijs voor zijn bijdrage aan de bevordering van de dichtkunst, uitgegeven door Editorial Valkiria, Tuxtla Gutierrez, Chiapas 2019.[11]

- Internationale Medaille van Cultuur en Kunst "Kermith Garrido González", gemeentebestuur van Tecoh, Yucatán.[12]